# Tif y Tondu
Tif y Tondu (en el francés original, Tif et Tondu) es una serie de historietas belga creada por Fernand Dineur en el Journal de Spirou, en 1938.

## Sinopsis
Tif y Tondu son aventureros y detectives que resuelven casos en todo el mundo, desde los Estados Unidos hasta el Congo. La ironía central del título de la serie es que los dos amigos tienen nombres que en realidad se adaptan mejor al otro:
- Tif significa "pelo" en el argot francés, pero el personaje es calvo y está bien afeitado. También tiende a ser más temerario y tiene ojo para las damas.
- Tondu significa "esquilado" en francés, pero lleva el pelo y la barba espesos. También es más sensato y es el cerebro de la pareja. Suele dedicarse al periodismo cuando le falta dinero.

Las siluetas de Tif y de Tondu son rigurosamente idénticas: los dos son rechonchos y poseen anchas espaldas, pero Tif es calvo y lampiño, mientras que Tondu es cabelludo y barbudo, y ambos son dos amigos detectives amateurs.

## Creación
El personaje Tif, hombrecito regordete y calvo, surge con la pluma de Fernand Dineur en el Journal de Spirou el 21 de abril de 1938, ya en el primer número de esta serie, mientras que el personaje Tondu, su homólogo en talla y corpulencia pero barbudo y con mucho pelo, aparece algunas semanas más tarde.
Los dos héroes fueron retomados, en los dibujos, por Willy Maltaite (Will) a partir del 20 de julio de 1949, también en el Journal de Spirou, aunque Dineur continúa escribiendo las historias. Este último abandona la serie en 1951, dejando el lugar a Henri Gillain, y luego a Albert Desprechins. Maurice Rosy toma la posta en 1954, y en particular crea el personaje Monsieur Choc, individuo longilíneo y maléfico, siempre vestido con un chaqué, y con la cara siempre enmascarada (generalmente ocultada por un yelmo).

## Los personajes
Tif fue el primer personaje de la serie, y a pesar de su nombre es calvo, además de ser mucho menos serio que Tondu. Debe considerárselo como un verdadero peligro, sobre todo en los últimos episodios concebidos por Will. 
Y en cuanto a Tondu, puede decirse que tiene dos orígenes posibles.
- Origen 1 : Surge y se presenta en la quinta plancha del primer episodio de la serie, cuando naufraga el barco Marius. Y a partir de ese momento, ya Tif y Tondu no se separarán jamás.
- Origen 2 : Tondu es un hombre prehistórico que Tif lleva a la civilización, aunque seguidamente nunca más se hará referencia al origen de Tondu.

Monsieur Choc es el enemigo recurrente de Tif y Tondu; es el jefe de una banda que se autodenomina « La mano blanca ». Nadie realmente conoce su cara, ya que siempre se presenta cubierto por un yelmo o una máscara. Además, este personaje siempre logra escapar al fin del episodio, a veces incluso simulando su propia muerte para con posterioridad reaparecer en posteriores aventuras.
Un elemento importante de la serie son las mujeres. En efecto, numerosas son las mujeres que aparecen en los álbumes, en tanto amigas o enemigas. Los personajes de la serie tienen un espíritu menos boy-scout que Tintin o Spirou; citemos entre otros a la condesa Amélie d'Yeu, a quien todos llaman Kiki, y que aparece en el episodio Tif et Tondu contre le cobra (este personaje feminiza a la serie, y a partir de entonces participa en numerosas aventuras dibujadas por Will).
Por su parte el inspector Ficshusset forma parte de Scotland Yard, y ayuda a Tif y a Tondu cada vez que las investigaciones tienen lugar en Inglaterra.

## Álbumes
En 1940 se publica en Dupuis Les Aventures de Bibor et Tribar & Tif et Tondu, un álbum común del dibujante Rob-vel (creador de Spirou) en donde son presentadas las primeras aventuras de Tif et Tondu, y particularmente la tercera aventura titulada Tif et Tondu au Congo belge.
Originalmente, el primer título de la serie era Le Trésor d'Alaric (1954), y el segundo se llamaba Tif et Tondu en Amérique centrale (1954). En oportunidad de la reedición de la serie en 1985, Le Trésor d'Alaric pasa al segundo tomo, y La Villa « sans souci » remplaza a Tif et Tondu en Amérique centrale.

### Primera serie clásica
- 1 - Les Aventures de Bibor et Tribar & Tif et Tondu, Dupuis, Marcinelle, 1940, guion y dibujo: Fernand Dineur, Rob-Vel
- 2 - Le Trésor d'Alaric, Dupuis, Marcinelle, 1954, guion: Luc Bermar; dibujo: Will.
- 3 - Tif et Tondu en Amérique centrale,[4] Dupuis, Marcinelle, 1956; guion: Fernand Dineur; dibujo: Will.

A partir del tomo 3, las dos series son las mismas.

### Segunda serie clásica
- 1 - La Villa « sans souci », Dupuis, Marcinelle, 1985, guion : Fernand Dineur, dibujo: Will
- 2 - Le Trésor d'Alaric, Dupuis, Marcinelle, 1954, guion : Luc Bermar, dibujo: Will
- 3 - Oscar et ses mystères, Dupuis, Marcinelle, 1955, guion : Albert Desprechins, dibujo: Will
- 4 - Tif et Tondu contre la main blanche, Dupuis, Marcinelle, 1956, guion : Maurice Rosy, dibujo : Will
- 5 - Le Retour de Choc, Dupuis, Marcinelle, 1958, guion : Maurice Rosy, dibujo: Will
- 6 - Passez muscade, Dupuis, Marcinelle, 1958, guion : Maurice Rosy, dibujo: Will
- 7 - Plein Gaz, Dupuis, Marcinelle, 1959, guion : Maurice Rosy, dibujo: Will
- 8 - La Villa du Long-Cri, Dupuis, Marcinelle, 1966, guion : Maurice Rosy, dibujo: Will
- 9 - Choc au Louvre, Dupuis, Marcinelle, 1966, guion : Maurice Rosy, dibujo: Will
- 10 - Les Flèches de nulle part, Dupuis, Marcinelle, 1967, guion : Maurice Rosy, dibujo: Will
- 11 - La Poupée ridicule, Dupuis, Marcinelle, 1968, guion : Maurice Rosy, dibujo: Will
- 12 - Le Réveil de Toar, Dupuis, Marcinelle, 1968, guion : Maurice Rosy, dibujo: Will
- 13 - Le Grand Combat, Dupuis, Marcinelle, 1968, guion : Maurice Rosy, dibujo: Will
- 14 - La Matière verte, Dupuis, Marcinelle, 1969, guion : Maurice Rosy, dibujo: Will
- 15 - Tif rebondit, Dupuis, Marcinelle, 1969, guion : Maurice Rosy, dibujo : Will
- 16 - L'Ombre sans corps, Dupuis, Marcinelle, 1970, guion: Maurice Tillieux, dibujo: Will
- 17 - Tif et Tondu contre le Cobra, Dupuis, Marcinelle, 1971, guion : Maurice Tillieux, dibujo : Will
- 18 - Le Roc maudit, Dupuis, Marcinelle, 1972, guion: Maurice Tillieux, dibujo: Will
- 19 - Sorti des abîmes, Dupuis, Marcinelle, 1972, guion: Maurice Tillieux, dibujo: Will
- 20 - Les Ressuscités, Dupuis, Marcinelle, 1973, guion: Maurice Tillieux, dibujo: Will
- 21 - Le Scaphandrier mort, Dupuis, Marcinelle, 1974, guion: Maurice Tillieux, dibujo : Will
- 22 - Un plan démoniaque, Dupuis, Marcinelle, 1975, guion: Maurice Tillieux, dibujo : Will
- 23 - Tif et Tondu à New York, Dupuis, Marcinelle, 1975, guion: Maurice Tillieux, dibujo: Will
- 24 - Aventure birmane, Dupuis, Marcinelle, 1976, guion: Maurice Tillieux, dibujo: Will
- 25 - Le Retour de la Bête, Dupuis, Marcinelle, 1977, guion: Maurice Tillieux, dibujo: Will
- 26 - Le Gouffre interdit, Dupuis, Marcinelle, 1978, guion : Stephen Desberg, Maurice Tillieux, dibujo : Will
- 27 - Les Passe-montagnes, Dupuis, Marcinelle, 1979, guion : Maurice Tillieux, dibujo : Will
- 28 - Métamorphoses, Dupuis, Marcinelle, 1980, guion: Stephen Desberg, dibujo : Will, colores: Vittorio Leonardo
- 29 - Le Sanctuaire oublié, Dupuis, Marcinelle, 1981, guion: Stephen Desberg, dibujo: Will, colores: Vittorio Leonardo
- 30 - Échecs et match, Dupuis, Marcinelle, 1982, guion: Stephen Desberg, dibujo: Will, colores: Vittorio Leonardo
- 31 - Swastika, Dupuis, Marcinelle, 1983, guion: Stephen Desberg, dibujo: Will, colores: Vittorio Leonardo
- 32 - Traitement de Choc, Dupuis, Marcinelle, 1984, guion: Stephen Desberg, dibujo: Will, colores : Vittorio Leonardo
- 33 - Choc 235, Dupuis, Marcinelle, 1985, guion: Stephen Desberg, dibujo: Will, colores: Vittorio Leonardo
- 34 - Le Fantôme du samouraï, Dupuis, Marcinelle, 1986, guion : Maurice Rosy, dibujo: Will, colores: Vittorio Leonardo
- 35 - Dans les griffes de la Main Blanche, Dupuis, Marcinelle, 1986, guion: Stephen Desberg, dibujo: Will, colores: Vittorio Leonardo
- 36 - Magdalena, Dupuis, Marcinelle, 1987, guion: Stephen Desberg, dibujo: Will, colores: Vittorio Leonardo
- 37 - Les Phalanges de Jeanne d'Arc, Dupuis, Marcinelle, 1988, guion: Stephen Desberg, dibujo: Will, colores: Vittorio Leonardo
- 38 - La Tentation du bien, Dupuis, Marcinelle, 1989, guion: Stephen Desberg, dibujo: Will, colores: Vittorio Leonardo
- 39 - Coups durs, Dupuis, Marcinelle, 1991, guion : Stephen Desberg, Denis Lapière, dibujo: Will, colores: Vittorio Leonardo
- 40 - Prise d’otages, Dupuis, Marcinelle, 1993, guion: Denis Lapière, dibujo: Alain Sikorski, colores: Catherine Gillain
- 41 - À feu et à sang, Dupuis, Marcinelle, 1993, guion: Denis Lapière, dibujo: Alain Sikorski, colores: Daminet Frédéric et Catherine Gillain
- 42 - L'Assassin des trois villes sœurs, Dupuis, Marcinelle, 1995, guion: Denis Lapière, dibujo : Alain Sikorski, colores: Studio Cerise
- 43 - Les Vieilles Dames aux cent maisons, Dupuis, Marcinelle, 1995, guion: Denis Lapière, dibujo: Alain Sikorski, colores: Studio Cerise
- 44 - Fort Cigogne, Dupuis, Marcinelle, 1996, guion: Denis Lapière, dibujo: Alain Sikorski, colores: Studio Cerise
- 45 - Le Mystère de la Chambre 43, Dupuis, Marcinelle, 1997, guion: Denis Lapière, dibujo: Alain Sikorski, colores : Dominique Thomas

### Los Integrales Dupuis
- 1 - Le Diabolique M. Choc,[5] Dupuis, Marcinelle, 2007, guion : Maurice Rosy, dibujo : Will
- 2 - Sur la piste du crime,[6] Dupuis, Marcinelle, 2007, guion : Maurice Tillieux, dibujo : Will
- 3 - Signé M.Choc,[7] Dupuis, Marcinelle, 2008, guion : Maurice Rosy, dibujo : Will
- 4 - Échec aux mystificateurs,[8] Dupuis, Marcinelle, 2008, guion : Maurice Tillieux, dibujo : Will
- 5 - Choc mène la danse,[9] Dupuis, Marcinelle, 2009, guion : Maurice Rosy, dibujo : Will
- 6 - Horizons lointains,[10] Dupuis, Marcinelle, 2009, guion : Maurice Rosy, dibujo : Will
- 7 - Enquêtes à travers le monde,[11] Dupuis, Marcinelle, 2010, guion : Maurice Tillieux, dibujo : Will
- 8 - Enquêtes mystérieuses,[12] Dupuis, Marcinelle, 2010, guion : Maurice Tillieux et Stephen Desberg, dibujo : Will
- 9 - Innombrables Menaces, Dupuis, Marcinelle, 2011, guion : Stephen Desberg, dibujo : Will

### Edición en castellano
La última edición en castellano (que podría considerarse la única, dado que previamente sólo se habían prepublicado en revistas un par de historias, que nunca llegaron a ver la luz en formato de álbum), está a cargo de la editorial Dolmen, es en formato integral y consta de los siguientes tomos:
1. Volumen nº 1, 2020 (La sombra sin cuerpo, Tif y Tondu contra la cobra, El faro maldito y la historia corta "A 33 pasos del misterio")
2. Volumen nº 2, 2021 (La cosa de los abismos, El buceador muerto y Tif y Tondu en Nueva York)
3. Volumen nº 3, 2021 (Los resucitados, Un plan diabólico y El retorno de la cosa)
4. Volumen nº 4, 2022 (Aventura en Birmania, El abismo prohibido y Los pasamontañas)
5. Volumen nº 5, 2022 (La mano blanca, El retorno de Choc y Golpes en cadena)
6. Volumen nº 6, 2022 (A todo gas, El misterio de Gritoprofundo y Choc en el Louvre)
7. Volumen nº 7, 2023 (Las flechas de ninguna parte, La muñeca ridícula, El despertar de Toar y El gran combate)

Esta edición continúa publicándose actualmente. La editorial Dolmen, no ha podido contar con el beneplácito de los derechos para poder publicar la serie en orden cronológico, por lo que ha tenido que limitarse a traducir, y cambiar levemente la maquetación, del material publicado en los antiguos volúmenes del integral de Dupuis. 
Han decidido comenzar por la etapa de Maurice Tillieux a los guiones (Volumen n° 1 al n° 4) y luego continuar con la de Murice Rosy (Volumen n° 5 al n° 7), siempre con el genial Will al diseño. De todas maneras, se debe reconocer que, las aventuras de Tif y Tondu pueden leerse y disfrutarse indistintamente de su orden cronológico.

## Cronología de publicaciones
|    | Guion            | Dibujo   | Fecha      | N° Spirou u otro                 | Título                              | Número de página |
| -- | ---------------- | -------- | ---------- | -------------------------------- | ----------------------------------- | ---------------- |
| 1  | Dineur           | Dineur   | 1938       | 38/1-38/26                       | Aventures de Tif                    | 26               |
| 2  | Dineur           | Dineur   | 38/39      | 38/28-39/25                      | Au pays des gangsters               | 35               |
| 3  | Dineur           | Dineur   | 39/40      | 39/26-40/49                      | Au Congo belge                      | 62               |
| 4  | Dineur           | Dineur   | 40/41      | 40/50-41/22                      | Dans la tourmente                   | 25               |
| 5  | Dineur           | Dineur   | 41/42      | 41/40-42/25                      | Les Péripéties de Tif               | 36               |
| 6  | Dineur           | Dineur   | 42/43      | 42/26-43/25                      | Tribulations                        | 28               |
| 7  | Dineur           | Dineur   | 1944       | 43/4-43/35-Espliègle-Almanach 44 | Les Six Écus                        | 50               |
| 8  | Dineur           | Dineur   | 44/45      | 44/1-45/44                       | Tif et Tondu s'en vont en guerre    | 57               |
| 9  | Dineur           | Dineur   | 46/47      | 46/1-463                         | Mission spéciale                    | 60               |
| 10 | Dineur           | Dineur   | 1947       | almanach 47                      | Z.Z.                                | 10               |
| 11 | Dineur           | Dineur   | 1947       | 464-527                          | L'Idole rouge                       | 64               |
| 12 | Dineur           | Dineur   | 12/01/1949 | Héroïc-Albums n° 2-5             | L’Étui d’or                         | 13               |
| 13 | Dineur           | Dineur   | 23/02/1949 | Héroïc-Albums n° 8-5             | Les 3 Perles vertes                 | 13               |
| 14 | Dineur           | Dineur   | 13/04/1949 | Héroïc-Albums n° 15-5            | L'Îlet perdu                        | 13               |
| 15 | Dineur           | Dineur   | 04/05/1949 | Héroïc-Albums n° 18-5            | Jungle                              | 13               |
| 16 | Dineur           | Dineur   | 01/06/1949 | Héroïc-Albums n° 22-5            | Le Pirate bleu                      | 12               |
| 17 | Dineur           | Dineur   | 13/07/1949 | Héroïc-Albums n° 28-5            | Chin-Chin                           | 12               |
| 18 | Dineur           | Dineur   | 03/08/1949 | Héroïc-Albums n° 31-5            | Coupe coupe                         | 12               |
| 19 | Dineur           | Dineur   | 07/09/1949 | Héroïc-Albums n° 36-5            | Les Requins de Macao                | 12               |
| 20 | Dineur           | Dineur   | 05/10/1949 | Héroïc-Albums n° 40-5            | Les Ombres de la mer                | 12               |
| 21 | Dineur           | Dineur   | 02/11/1949 | Héroïc-Albums n° 44-5            | Le Livre mauve                      | 12               |
| 22 | Dineur           | Dineur   | 14/12/1949 | Héroïc-Albums n° 50-5            | S.O.S.                              | 12               |
| 23 | Dineur           | Will     | 1949       | 587                              | Le mystère de Beersel (anuncio)     | 32               |
| 24 | Dineur           | Will     | 49/50      | 588-617                          | La Cité des rubis                   | 30               |
| 25 | Dineur           | Will     | 1950       | 618-647                          | La Revanche d'Arsène Rupin          | 30               |
| 26 | Dineur           | Will     | 1950       | 648-662                          | San Salvador                        | 15               |
| 27 | Dineur           | Will     | 1951       | 663-682                          | Le Fantôme des lagunes              | 20               |
| 28 | Dineur           | Will     | 1951       | 685-730                          | La Villa « sans souci »             | 46               |
| 29 | Gillain          | Will     | 1952       | 752-795                          | Le Trésor d'Alaric                  | 46               |
| 30 | Desprechin       | Will     | 1953       | 809-840                          | Oscar et ses mystères               | 40               |
| 31 | Rosy             | Will     | 1955       | 873-894                          | Tif et Tondu contre la main blanche | 44               |
| 32 | Rosy             | Will     | 1955       | 913-933                          | Le Retour de Choc                   | 44               |
| 33 | Rosy             | Will     | 15/12/1955 | Risque-Tout n° 4                 | Bombe à la gare                     | 4                |
| 34 | Rosy             | Will     | 16/02/1956 | Risque-Tout n° 13                | L'aventure est au coin de la pompe  | 4                |
| 35 | Rosy             | Will     | 5/4/1956   | Risque-Tout n° 20                | Fric frac en fanfare                | 4                |
| 36 | Rosy             | Will     | 1956       | 942-963                          | Passez muscade                      | 44               |
| 37 | Will             | Will     | 1957       | 1000                             | Tif et Tondu démasquent Choc        | 1                |
| 38 | Rosy             | Will     | 1957       | 988-1029                         | Plein Gaz                           | 44               |
| 39 | Rosy             | Will     | 1958       | 1033-1044                        | Le Fantôme du samouraï              | 22               |
| 40 | Denis            | Denis    | 1960       | 1135-1160                        | Tif et Tondu à Hollywood            | 44               |
| 41 | Denis            | Denis    | 1961       | 1201-1236                        | Ne tirez pas sur l'hippocampe       | 44               |
| 42 | Rosy             | Will     | 1964       | 1350-1370                        | Choc au Louvre                      | 44               |
| 43 | Rosy             | Will     | 1964       | 1373-1394                        | La Villa du Long-Cri                | 44               |
| 44 | Rosy             | Will     | 1965       | 1399-1420                        | Les Flèches de nulle part           | 44               |
| 45 | Rosy             | Will     | 1965       | 1432-1458                        | La Poupée ridicule                  | 44               |
| 46 | Rosy             | Will     | 1966       | 1474-1495                        | Le Réveil de Toar                   | 44               |
| 47 | Rosy             | Will     | 1967       | 1503                             | La Boîte à Tondu                    | 6                |
| 48 | Rosy             | Will     | 1967       | 1501-1521                        | Le Grand Combat                     | 42               |
| 49 | Rosy             | Will     | 1967       | 1529-1550                        | La Matière verte                    | 44               |
| 50 | Rosy             | Will     | 1968       | 1566-1587                        | Tif rebondit                        | 44               |
| 51 | Tillieux         | Will     | 1968       | 1602-1622                        | L'Ombre sans corps                  | 44               |
| 52 | Tillieux         | Will     | 1969       | 1650-1669                        | Tif et Tondu contre le Cobra        | 44               |
| 53 | Tillieux         | Will     | 1970       | 1682                             | À 33 pas du mystère                 | 4                |
| 54 | Tillieux         | Will     | 1970       | 1696-1715                        | Le Roc maudit                       | 44               |
| 55 | Tillieux         | Will     | 1971       | 1746-1764                        | Sorti des abîmes                    | 44               |
| 56 | Tillieux         | Will     | 1972       | 1789-1802                        | Les Ressuscités                     | 44               |
| 57 | Tillieux         | Will     | 1973       | 1831-1847                        | Le Scaphandrier mort                | 44               |
| 58 | Tillieux         | Will     | 1973       | 1861-1869                        | Un plan démoniaque                  | 44               |
| 59 | Tillieux         | Will     | 1974       | 1889-1902                        | Tif et Tondu à New York             | 44               |
| 60 | Tillieux         | Will     | 1975       | 1942-1957                        | Aventure birmane                    | 44               |
| 61 | Tillieux         | Will     | 1976       | 1988-1999                        | Le Retour de la Bête                | 44               |
| 62 | Rosy             | Will     | 1976       | 2001                             | L'Image de Choc                     | 2                |
| 63 | Tillieux/Desberg | Will     | 1977       | 2046-2064                        | Le Gouffre interdit                 | 44               |
| 64 | Tillieux/Desberg | Will     | 1978       | 2101-2115                        | Les Passe-montagnes                 | 44               |
| 65 | Desberg          | Will     | 1979       | 2163-2176                        | Métamorphoses                       | 45               |
| 66 | Rosy             | Will     | 1979       | 2173                             | Spécial Boule & Bill                | 4                |
| 67 | Desberg          | Will     | 1980       | 2201-2211                        | Le Sanctuaire oublié                | 44               |
| 68 | Desberg          | Will     | 1981       | 2257-2269                        | Échecs et match                     | 44               |
| 69 | Desberg          | Will     | 1982       | 2285                             | Dangereuse Programmation            | 8                |
| 70 | Desberg          | Will     | 1982       | 2295                             | La Fin de Tif et Tondu              | 7                |
| 71 | Desberg          | Will     | 1982       | 2316-2318                        | Perforations                        | 18               |
| 72 | Desberg          | Will     | 1983       | 2339-2349                        | Swastika                            | 44               |
| 73 | Desberg          | Will     | 1984       | 2400-2403                        | Traitement de Choc                  | 45               |
| 74 | Desberg          | Will     | 1984       | 2414                             | Corps sur table                     | 14               |
| 75 | Desberg          | Will     | 1985       | 2448-2451                        | Choc 235                            | 47               |
| 76 | Desberg          | Will     | 1986       | 2501-2504                        | Dans les griffes de la Main Blanche | 45               |
| 77 | Desberg          | Will     | 1987       | 2531-2534                        | Magdalena                           | 45               |
| 78 | Desberg          | Will     | 1988       | 2561-2566                        | Les Phalanges de Jeanne d'Arc       | 42               |
| 79 | Desberg          | Will     | 1989       | 2665-2672                        | La Tentation du bien                | 44               |
| 80 | Desberg/Lapière  | Will     | 1990       | 2728-2729                        | La Cible                            | 14               |
| 81 | Lapière          | Sikorski | 1990       | 2732-2735                        | Mascarade                           | 16               |
| 82 | Lapière          | Sikorski | 1991       | 2779-2781                        | Gabrielle                           | 13               |
| 83 | Lapière          | Sikorski | 1992       | 2799-2801                        | Le Kilomètre au-delà de zéro        | 17               |
| 84 | Lapière          | Sikorski | 1993       | 2815                             | Les Guerriers Dogons                | 17               |
| 85 | Lapière          | Sikorski | 1993       | 2824-2827                        | Prise d’otages                      | 8                |
| 86 | Lapière          | Sikorski | 1993       | 2830                             | Monsieur Romanov                    | 5                |
| 87 | Lapière          | Sikorski | 1993       | 2853-2862                        | À feu et à sang                     | 46               |
| 88 | Lapière          | Sikorski | 1995       | 2944-2953                        | L'Assassin des trois villes sœurs   | 46               |
| 89 | Lapière          | Sikorski | 1995       | 2974-2984                        | Les Vieilles Dames aux cent maisons | 46               |
| 90 | Lapière          | Sikorski | 1996       | 3023-3033                        | Fort Cigogne                        | 46               |
| 91 | Lapière          | Sikorski | 1997       | 3061-3071                        | Le Mystère de la chambre 43         | 46               |
| 92 | Robber           | Blutch   | 2019       | 4240-4257                        | Mais où est Kiki ?                  | 72               |